# Scar Tissue
"Scar Tissue" är en låt från 1999, skriven av Red Hot Chili Peppers, kom först ut som spår 3 på skivan Californication och kom senare även med på bandets samlingsalbum Greatest Hits. Scar Tissue blev den första singeln från Californication och är även en av bandets mest framgångsrika låtar. Låten blev också namnet på sångaren Anthony Kiedis memoar.

## Text
Texten behandlar bland annat svårigheter en människa möter för att bli nykter och göra upp med sitt missbruk samt läkningsprocessen därav. Textraden "Sarcastic, mr Know it all" är bland annat en referens till den avgående gitarristen Dave Navarro som Kiedis beskrivit som "kungen av sarkasm". 

## Musikvideo
Musikvideon släpptes 25 maj 1999 och är inspelad i Mojaveöknen samt regisserad av Stéphane Sednaoui som också regisserade videon för Around the world. I videon är bandet blodiga och slitna medan de kör genom öknen i en Pontiac från 1967.

## Mottagande
Låten låg bland annat 16 veckor på Billboards rocklista och sålde i över 4 miljoner exemplar. Låten vann år 2000 en Grammy för bästa rocklåt.

## Kuriosa
Frusciantes gitarr har i efterhand upptäckts vara ostämd vilket upptäcktes av Youtubern Paul Davids som när denne försökte återskapa introt var tvungen av stämma av B-strängen. Frusciante har uppgett att det inte var medvetet.